# Dan Laustsen
Dan Laustsen, né le 15 juin 1954 à Aalborg, est un directeur de la photographie danois.

## Biographie
Dan Laustsen commence à travailler comme apprenti photographe avant d'entrer à l'École danoise du film en 1975 et d'en sortir diplômé en 1979. En 2008, il remporte le Bodil de la meilleure photographie pour The Substitute.

## Filmographie (non exhaustive)
- 1994 : Le Veilleur de nuit d'Ole Bornedal
- 1997 : Le Veilleur de nuit  d'Ole Bornedal (remake américain)
- 1997 : Mimic de Guillermo del Toro
- 2000 : Crinière au vent, une âme indomptable de Sergueï Bodrov
- 2000 : Beyond, le secret des abysses d'Åke Sandgren
- 2001 : Le Pacte des loups de Christophe Gans
- 2002 : Dina d'Ole Bornedal
- 2003 : Nuits de terreur de Jonathan Liebesman
- 2003 : La Ligue des gentlemen extraordinaires de Stephen Norrington
- 2005 : Nomad de Sergei Bodrov, Ivan Passer et Talgat Temenov
- 2006 : Silent Hill de Christophe Gans
- 2007 : Just Another Love Story (Kærlighed på film) d'Ole Bornedal
- 2007 : Wind Chill de Gregory Jacobs
- 2007 : The Substitute d'Ole Bornedal
- 2009 : Solomon Kane de Michael J. Bassett
- 2012 : Possédée (The Possession) d'Ole Bornedal
- 2013 : Zaytoun d'Eran Riklis
- 2015 : Crimson Peak de Guillermo del Toro
- 2017 : John Wick 2 de Chad Stahelski
- 2017 : La Forme de l'eau (The Shape of Water) de Guillermo del Toro
- 2018 : Proud Mary de Babak Najafi
- 2019 : John Wick Parabellum de Chad Stahelski
- 2021 : Nightmare Alley de Guillermo del Toro
- 2023 : John Wick : Chapitre 4 (John Wick: Chapter 4) de Chad Stahelski
- 2024 : The Gorge de Scott Derrickson
- 2025 : Frankenstein de Guillermo del Toro

## Distinction

### Nomination
- Oscars 2022 : Meilleure photographie pour Nightmare Alley